# Río Pico (Chubut)
Río Pico è un comune dell'Argentina situato nel dipartimento di Tehuelches, in provincia di Chubut.